# Crema de trigo
La crema de trigo, también conocida como crema de farina o simplemente farina, (en inglés: Cream of Wheat) es una marca de cereales para desayuno calientes, o gachas, inventada en 1893 en los Estados Unidos por los molineros de trigo en Grand Forks, Dakota del Norte. El cereal actualmente es fabricado y vendido por B&G Foods. Hasta 2007, era la marca Nabisco hecha por Kraft Foods. Es similar en la textura a la sémola de maíz, pero hecha con harina de trigo (trigo molido) en lugar de maíz molido. El producto hizo su debut en la Exposición Mundial Colombina de Chicago, Illinois, en 1893.
Además de sus productos a base de trigo, la marca tiene una línea de cremas de arroz que se recomiendan a menudo como alimento para bebés y niños, y para personas con problemas de intolerancia al trigo o gluten.

## Preparación
La crema de trigo se hace hirviendo agua, luego se vierte en la harina mientras se remueve. Mientras es removida, la harina comienza a espesarse dependiendo de la proporción de líquido y harina. Algunos eligen utilizar leche en su lugar, o leche y agua, con el fin de darle al alimento un sabor más cremoso. Actualmente hay tres mezclas originales disponibles: de 10 minutos, de 2 minutos y medio, y de 1 minuto. La crema de trigo también se vende en paquetes individuales, lista para servir. Estos preparados solo requieren echar agua caliente directamente en un tazón (cerca de dos minutos).
Es común personalizar la crema caliente con azúcar, frutas, o frutos secos.